# Luftwaffengruppenkommando 2
Das Luftwaffengruppenkommando 2 war eine höhere Kommandobehörde der Luftwaffe der Wehrmacht vor dem Zweiten Weltkrieg.

## Geschichte
Das Luftwaffengruppenkommando 2 entstand am 4. Februar 1938 in Braunschweig aus der Zusammenlegung der bisherigen Luftkreiskommandos 4 und 7. Am 1. Februar 1939 erfolgte die Umbenennung in Luftflotte 2. Einziger Befehlshaber während dieser Zeit war General der Flieger Hellmuth Felmy, während Oberst Heinz-Hellmuth von Wühlisch seit dem 1. Juli 1938 das Amt des Chef des Stabes bekleidete.

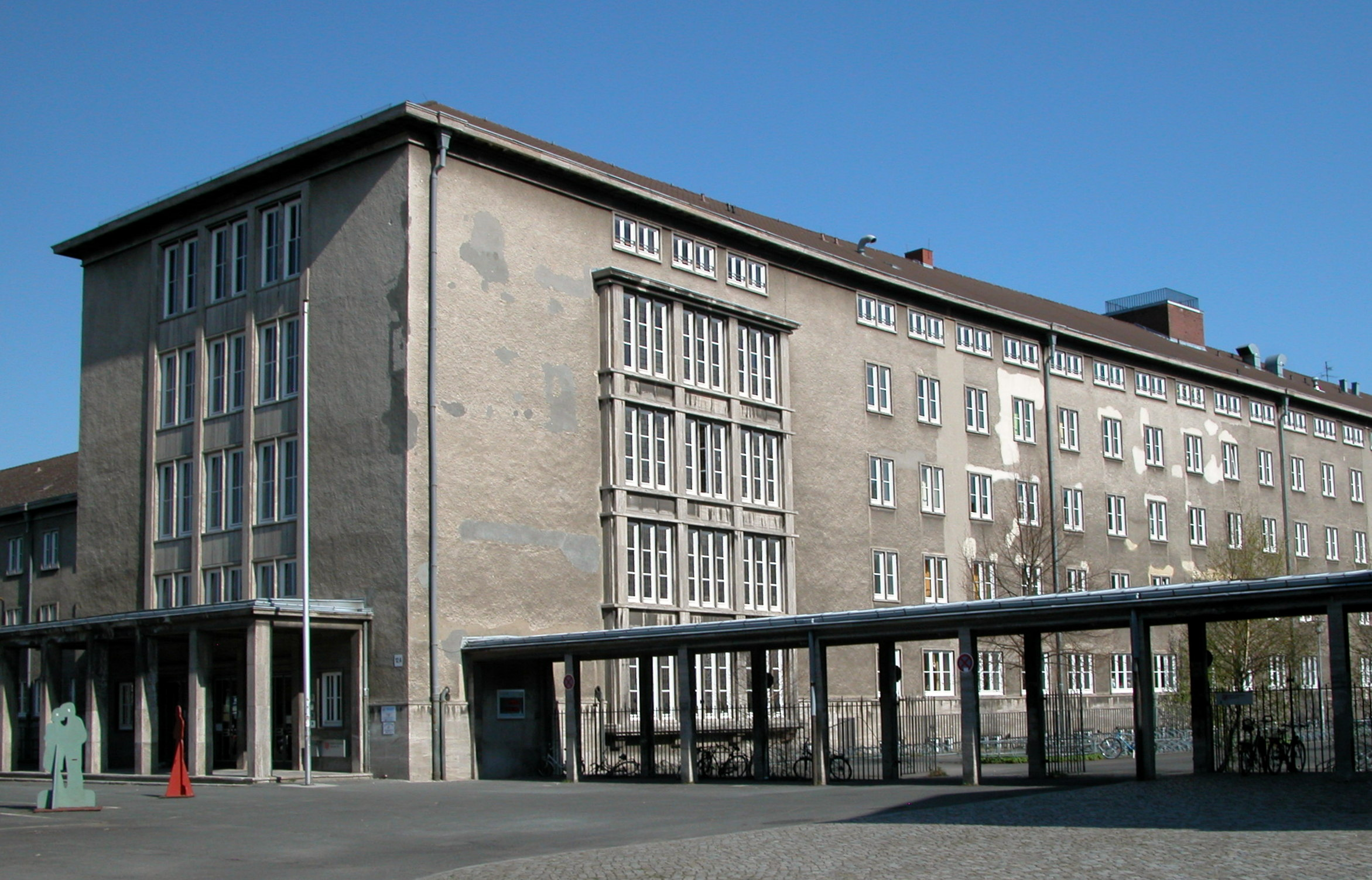
Ehemaliges Hauptquartier des Luftwaffengruppenkommandos 2, heutige Integrierte Gesamtschule Franzsches Feld
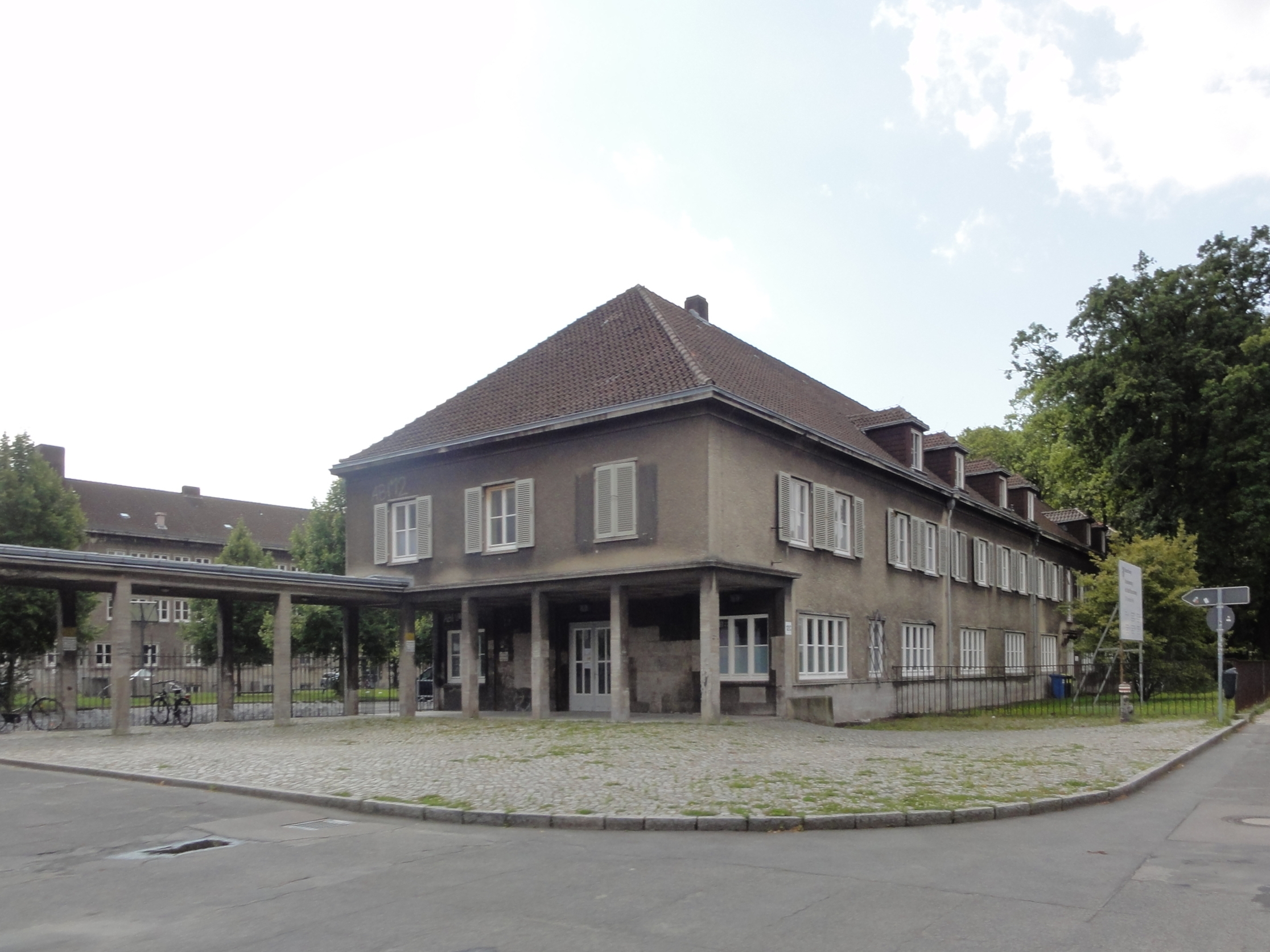
Ehemaliges Hauptquartier des Luftwaffengruppenkommandos 2